# Dilbertprincippet
Dilbertprincippet eller Dilberts lov om lederskab refererer til en satirisk observation af Scott Adams i bogen The Dilbert Principle. Dilbertprincippet beskriver hvorledes virksomheder og organisationer systematisk vil forfremme deres mindst kompetente ansatte til leder- og ikke mindst mellemlederstillinger, for derved at minimere omfanget af den skade, de kan forvolde. I et Dilbert afsnit fra den 5. februar 1995 beskriver Dogbert det således: ”Lederskab er naturens måde at fjerne tåber fra produktionsforløbet.” Dilbertprincippet er en variation over Peter-princippet